# Pré-en-Pail-Saint-Samson
Pré-en-Pail-Saint-Samson – gmina we Francji, w regionie Kraj Loary, w departamencie Mayenne. W 2013 roku liczba ludności wynosiła 2363 mieszkańców.
Gmina została utworzona 1 stycznia 2016 roku z połączenia dwóch ówczesnych gmin: Pré-en-Pail oraz Saint-Samson. Siedzibą gminy została miejscowość Pré-en-Pail.